# بیلل آواچریا
بیلل آواچریا (انگلیسی: Bilel Aouacheria؛ زادهٔ ۲ آوریل ۱۹۹۴) بازیکن فوتبال اهل فرانسه است.
از باشگاه‌هایی که در آن بازی کرده‌است می‌توان به باشگاه فوتبال سن-اتین اشاره کرد.